# Carex mucronata
Espèce
Classification phylogénétique
Carex mucronata est une espèce de plantes du genre Carex et de la famille des Cyperaceae.